# Jiří Chvála
Jiří Chvála (* 9. května 1933 Moraveč) je český sbormistr a profesor na Hudební fakultě Akademie múzických umění v Praze.

## Studium a začátek kariéry
Vyrůstal v Písku a již v šesti letech se začal učit na klavír u Vladimíra Polívky, který do Písku jezdil vyučovat. Jako malý pak doprovázel svého otce, středoškolského kantora a nadšeného houslistu–amatéra–samouka s přirozeným hudebním talentem. Roku 1952 odešel do Prahy studovat dirigování na pražské HAMU. Jedním z jeho profesorů byl i Jan Kühn, který mu ještě za studií nabídl místo sbormistra dvou těles – Českého pěveckého sboru a Kühnova dětského sboru (KDS). Po absolvování oboru dirigování působil jako sbormistr Českého pěveckého sboru (později Pražského filharmonického sboru) a vedoucí Píseckého komorního orchestru.

## Kühnův dětský sbor
V roce 1959 se stal druhým sbormistrem Kühnova dětského sboru, a v jeho čele stojí od svých 44 let – od roku 1967. Navázal na mimořádný odkaz zakladatele sboru Jana Kühna a KDS dovedl na nejprestižnější světová pódia. Sbor se pod jeho vedením stal světovou špičkou, spolupracuje s předními osobnostmi hudebního světa, absolvoval řadu turné doma i v zahraničí na prakticky všech kontinentech, realizoval desítky nahrávek a vystupuje na hudebních festivalech. Členové sboru se podílí též na operách, operetách a muzikálech. Pod jeho vedením zvítězil sbor v řadě mezinárodních pěveckých soutěží, v roce 1998 dokonce získal European Grand Prix for Choral Singing. Chválův úspěch vychází především z jeho vybraného vkusu pro výraz a sloh interpretované hudby, umělecké preciznosti, estetického cítění a fantazie, dramaturgické odvahy a pedagogického umu, ale i umělecké pokory.
27. května 2018 uspořádal Kühnův dětský sbor na počest 85. narozenin svého profesora Jiřího Chvály slavnostní koncert v Sále Martinů na pražské HAMU, kde Chvála již 60 let vyučuje dirigování. V úvodu koncertu měl k Chválovi projev i český skladatel a člen umělecké rady HAMU Ivan Kurz. V rámci programu zazněly vokální skladby Felixe Mendelssohna-Bartholdyho pod vedením mladého sbormistra KDS Petra Louženského a výběr z Dvořákových Moravských dvojzpěvů, které řídil sám sbormistr Jiří Chvála. Poté vystoupil i sbor bývalých členů KDS nazvaný Canti di Praga, který pod vedením Jana Svejkovského přednesl Pět českých madrigalů od Bohuslava Martinů. Právě Martinů kantáta Otvírání studánek byla také vrcholem celého slavnostního koncertu. Za doprovodu Panochova kvarteta a klavíristy Stanislava Boguni, se ujal recitace český herec Pavel Soukup a barytonové sólo přednesl český barytonista a rovněž pedagog HAMU Roman Janál. V rámci narozeninového překvapení zazpívali panu profesorovi děti z KDS s houslovým doprovodem Petra Louženského a jedné z členek sboru na slavnostním rautu tři písně z oblasti Písecka, kde Jiří Chvála vyrůstal.
21. října 2019 obdržel ocenění Ministerstva kultury za celoživotní přínos v oblasti hudby.

## Pedagogická činnost, další působení
Od roku 1958 působí na katedře dirigování HAMU, v roce 1986 zde byl jmenován profesorem. Přednášel též na mezinárodních sborových seminářích ve Vídni, Tokiu, Singapuru, Princetonu aj. a byl členem porot mnoha mezinárodních soutěží. Počínaje rokem 2004 stojí také v čele smíšeného sboru Canti di Praga, koncertujícího doma i v zahraničí. V roce 2009 se stal členem správní rady Pražského komorního sboru.

## Ocenění
- Medaile k Roku české hudby (1984)
- Cena Františka Lýska (1992)
- Medaile MŠMT II. stupně(2003)
- Čestné občanství Prahy 7 (2003)
- Cena Bedřicha Smetany (2008)
- Artis Bohemiae Amicis (2013)
- Zlatá medaile AMU (2014)
- Cena ministerstva kultury za celoživotní přínos v oblasti hudby (2019)
- Medaile Za zásluhy  1. stupně, udělil prezident Petr Pavel v roce 2023